# カンバーランド郡 (バージニア州)
カンバーランド郡（英: Cumberland County）は、アメリカ合衆国バージニア州の中央部に位置する郡である。2010年国勢調査での人口は10,052人であり、2000年の9,017人から11.5%増加した。郡庁所在地は国勢調査指定地域のカンバーランド（人口393人）であり、同郡に法人化された町は無い。唯一プリンスエドワード郡の郡庁所在地であるファームビル町が郡域に掛かっているのみである。

## 歴史
カンバーランド郡は1749年にグーチランド郡から分離して設立された。郡名は、イギリス王ジョージ2世 (イギリス王)ジョージ2世の次男であるカンバーランド公ウィリアム・オーガスタスに因んで名付けられた。郡内にはジョン・フレミング判事とその息子ウィリアム・フレミング判事などフレミング家の家もあった。
1749年から1777年にポウハタン郡が設立されるまで、モスビー酒場が郡庁舎となっており、この酒場は後に「旧カンバーランド郡庁舎」と呼ばれるようになった。

## 地理
アメリカ合衆国国勢調査局に拠れば、郡域全面積は300平方マイル (777.0 km2)であり、このうち陸地298平方マイル (771.8 km2)、水域は1平方マイル (2.6 km2)で水域率は0.43%である。

### 主要高規格道路
- アメリカ国道60号線
- バージニア州道13号線
- バージニア州道45号線

### 隣接する郡
- グーチランド郡 - 北東
- ポウハタン郡 - 東
- アメリア郡 - 南東
- プリンスエドワード郡 - 南
- バッキンガム郡 - 西
- フルバナ郡 - 北西

## 人口動態
以下は2000年国勢調査による人口統計データである。
| 基礎データ - 人口: 9,017人 - 世帯数: 3,528 世帯 - 家族数: 2,487 家族 - 人口密度: 12人/km2（30人/mi2） - 住居数: 4,085軒 - 住居密度: 5軒/km2（14軒/mi2） 人種別人口構成 - 白人: 60.37% - アフリカン・アメリカン: 37.44% - ネイティブ・アメリカン: 0.18% - アジア人: 0.35% - その他の人種: 0.59% - 混血: 1.06% - ヒスパニック・ラテン系: 1.66% 年齢別人口構成 - 18歳未満: 24.7% - 18-24歳: 7.3% - 25-44歳: 28.0% - 45-64歳: 25.1% - 65歳以上: 14.8% - 年齢の中央値: 38歳 - 性比（女性100人あたり男性の人口） - 総人口: 91.0 - 18歳以上: 88.2 | 世帯と家族（対世帯数） - 18歳未満の子供がいる: 30.0% - 結婚・同居している夫婦: 51.6% - 未婚・離婚・死別女性が世帯主: 14.3% - 非家族世帯: 29.5% - 単身世帯: 24.8% - 65歳以上の老人1人暮らし: 10.7% - 平均構成人数 - 世帯: 2.55人 - 家族: 3.03人 収入と家計 - 収入の中央値 - 世帯: 31,816米ドル - 家族: 37,965米ドル - 性別 - 男性: 28,846米ドル - 女性: 22,521米ドル - 人口1人あたり収入: 15,103米ドル - 貧困線以下 - 対人口: 15.1% - 対家族数: 11.9% - 18歳未満: 19.6% - 65歳以上: 16.1% |

## 町
- ファームビル（部分）

### 未編入の町
- カーターズビル
- カンバーランド - 郡庁所在地
- タムワース

## 見どころと行事
カンバーランドの町北西4.5マイル (7.2 km) にベアクリーク湖州立公園がある。この湖には宿泊用キャビン、ロッジ、キャンプ場、ピクニック用東屋がある。水泳やボート遊びもでき、貸しボートもある。ハイキングやランニング用の道もある。
アメリカ国道60号線の北、州道45号線の西に広さ16,233エーカー (65.69 km2) のカンバーランド州有林があり、その西はウィリス川が流れている。この森には、水域の保護、レクリエーション、製材、狩猟、釣り、林業研究など多目的なものである。2つの歩道があり、ウォーキング、ハイキング、乗馬、マウンテンバイクなどに利用できる。14マイル (22 km) のカンバーランド多目的トレイルと、16マイル (26 km) のウィリス川ハイキング・トレイルである。オジロジカ、野生のシチメンチョウ、ボブキャットが住んでいる。オークヒル湖、ベアクリーク湖、ウィンストン湖、アロウヘッド湖、ボンブルック湖と5つの湖があり、州の釣り免許があれば釣りを楽しめる。